# Xhelil Abdulla
Xhelil Abdulla (Macedonisch: Џелил Абдула, Dželil Abdula) (Tetovo, 25 september 1991) is een Macedonisch voetballer die als verdediger speelt. Hij debuteerde in 2014 in het Macedonisch voetbalelftal.

## Clubstatistieken
| seizoen | club                   | land      | competitie   | duels | goals |
| ------- | ---------------------- | --------- | ------------ | ----- | ----- |
| 2010/11 | FK Shkendija 79 Tetovo | Macedonië | Prva Liga    | 14    | 0     |
| 2011/12 | De Graafschap          | Nederland | Eredivisie   | 4     | 0     |
| 2012/13 | MSV Duisburg II        | Duitsland | Regionalliga | 18    | 0     |
| 2013/14 | FK Gorno Lisiče        | Macedonië | Prva Liga    | 13    | 1     |
| 2014/15 | FK Shkendija 79 Tetovo | Macedonië | Prva Liga    | 19    | 1     |
| 2015/16 | FK Shkendija 79 Tetovo | Macedonië | Prva Liga    | 15    | 1     |
| 2016/17 | FK Renova Čepčište     | Macedonië | Prva Liga    | 20    | 1     |
| 2017/18 | FK Renova Čepčište     | Macedonië | Prva Liga    | 13    | 0     |
| Totaal  | Totaal                 | Totaal    | Totaal       | 116   | 4     |

## Erelijst
- Prva Liga: 2011
- Macedonische Supercup: 2011